# Tachina intercedens
Tachina intercedens är en tvåvingeart som beskrevs av Walker 1853. Tachina intercedens ingår i släktet Tachina och familjen parasitflugor. Inga underarter finns listade i Catalogue of Life.